# Praia do Sossego
Vista da areia da praia.

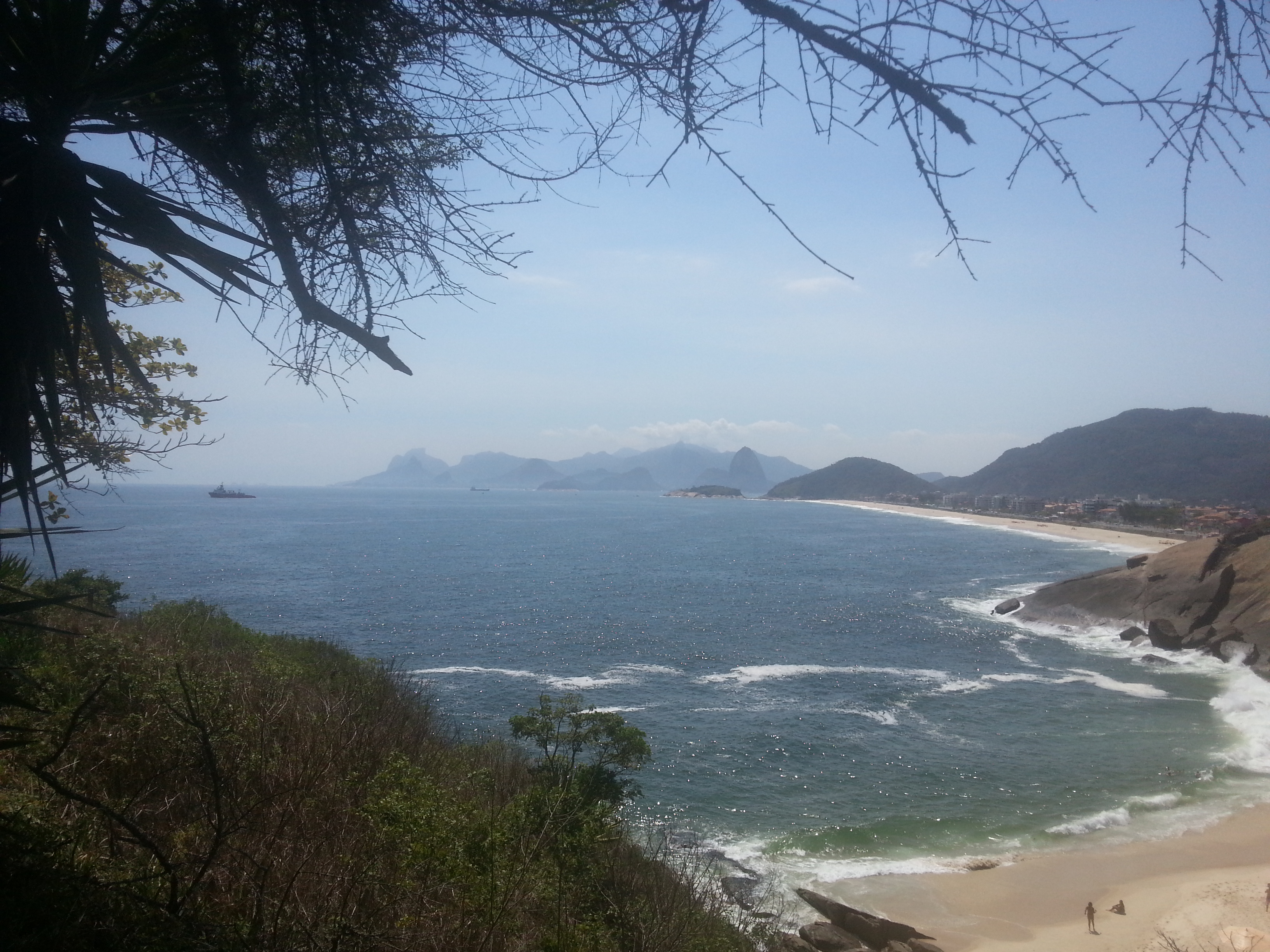
Vista da Praia do Sossego

Mirante e Trilha Juliana Marins localiza-se na cidade de Niterói, no estado brasileiro do Rio de Janeiro. Uma pequena praia que está situada entre as praias oceânicas de Piratininga e Camboinhas. Possui acesso por trilha ou por mar. Pode ser acessada pelo mar ou através de uma trilha pavimentada, porém íngreme, entre as casas e depois por uma descida numa trilha entre pedras.
Desde junho de 2025, a trilha e o mirante que dão acesso à praia passaram a se chamar Trilha e Mirante Juliana Marins, em homenagem à jovem niteroiense Juliana Marins, que faleceu durante uma trilha no Monte Rinjani, na Indonésia. A decisão foi oficializada pela Prefeitura de Niterói.
Por preservar muito das suas características naturais, tanto no que diz respeito às suas características ecológicas como às suas características paisagísticas originais, a Praia do Sossego nos permite conhecer um pouco do litoral da cidade de Niterói antes de seu grande crescimento urbanístico. Por essas características, a praia do Sossego pertence ao Parque Natural Municipal de Niterói (PARNIT), parte integrante do programa Niterói Mais Verde.

## Geografia

### Localização e limites
A praia do Sossego é uma sub-região de Piratininga, e fica localizada entre as praias de Piratininga e Camboinhas, fazendo limite a leste pelo bairro de Camboinhas e o Oceano Atlântico, a oeste pelo Bairro de Piratininga e o Oceano Atlântico, ao sul pelo Oceano Atlântico e a norte pelo Loteamento Bairro Piratininga. Uma praia pequena e pouco frequentada, por volta de 150 metros de extensão, não tem comércio e quiosques próximos a areia, fazendo jus ao seu nome.

### Vegetação
É formadas por influências marinha e fluvial (vegetação halófita, limnófila, psamófila e litófila), e também vegetação campestre, savânicas e florestais (vegetação de restinga).

## Histórico
A natureza abriu um espaço entre a cadeia  montanhosa que separa Piratininga de Camboinhas e para defini-lo  a cartografia oficial o identificou como praia do Meio, mas é reconhecida como Praia do "Sossego” por ser um ambiente tranquilo e agradável.

## Restrição de visitantes
A partir de julho de 2015 uma instalação do Núcleo Operacional da Coordenadoria de Meio Ambiente (CMA) foi iniciada, um programa pra preservar a vegetação ambiental da praia e limitando o número de banhistas pra não superlotar a praia.